# حضایه‌بافی
حَضایه‌بافی (به انگلیسی: Hzayh weaving یا Streamer hand weaving) (با شناسه استاندارد رشته در سازمان صنایع دستی ۲/۱/۹۳/۹۹–۸) از رشته‌های صنایع دستی ایرانی است.
حضایه نوار باریکی برای تزیین لباس است و از صنایع دستی تزیینی-کاربردی جنوب ایران به‌شمار می‌رود و در زیر مجموعه گروه نساجی سنتی قرار می‌گیرد.

## مواد اولیه
از نخ‌های رنگی برای تار و پود آن استفاده می‌شود که اغلب با رنگ طلایی آمیخته‌است.

## ابزار کار
نخ‌های رنگی با دستگاه ساده چوبی که مانند یک دستگاه نساجی کوچک عمل می‌کند، بافته می‌شوند و از قاشقکی چوبی برای کوبیدن به وسط بافته استفاده می‌شود.

## روش و مراحل تولید
تارها را روی دستگاه نساجی کوچک به دو دسته تقسیم می‌کنند که این کار عمل پودگذاری را ممکن می‌سازد. ضمن بافت با قاشقک به وسط آن می‌کوبند تا پودها روی هم فشرده شوند و نوار محکم‌تر گردد.

## موارد مصرفی
نوار حضایه برای پیچیدن دور کمر، روی چادر استفاده می‌شود و علاوه بر آن برای تزیین دمپای شلوار بندری، تزیین روی کیف زنانه، دور شال، روسری و… نیز به‌کار می‌رود.